# Héctor Giorgetti
Héctor Ernesto Juan Giorgetti (Buenos Aires, 18 de enero de 1956-Ib., 8 de septiembre de 2020) fue un futbolista argentino que jugó como portero. Militó en diversos clubes de Argentina, Chile y Colombia. Es recordado en Chile, por haber sido parte del plantel de Universidad de Chile, que descendió a la Segunda División en 1988.

## Muerte
Falleció el 8 de septiembre de 2020 a causa de un cáncer de pulmón derivado de varios tumores cerebrales.

## Clubes
| Club                        | País      | Año       |
| --------------------------- | --------- | --------- |
| Chacarita Juniors           | Argentina | 1975-1977 |
| Deportes Tolima             | Colombia  | 1977-1978 |
| Chacarita Juniors           | Argentina | 1978      |
| Sportivo Italiano           | Argentina | 1979      |
| Estudiantes de Buenos Aires | Argentina | 1980-1984 |
| All Boys                    | Argentina | 1985-1986 |
| Huracán                     | Argentina | 1987-1988 |
| Universidad de Chile        | Chile     | 1988      |
| Rangers                     | Chile     | 1989      |
| Palestino                   | Chile     | 1990      |
| Sportivo Italiano           | Argentina | 1991-1993 |